# Instituto dos Irmãos Maristas
Instituto dos Irmãos Maristas das Escolas (Fratres Maristae a Scholis - F.M.S) é uma ordem religiosa fundada em 2 de janeiro de 1817, no pequeno vilarejo de La Valla, França, por Marcelino Champagnat. Em pleno período de pós-revolução, quando o acesso à educação era privilégio de poucos, o então jovem padre deu início à missão de educar e evangelizar crianças e jovens, especialmente os mais necessitados.
O Instituto Marista conta, em 2023, com aproximadamente 2.500 Irmãos, em 79 países dos cinco continentes. Partilham sua tarefa de maneira direta com mais de 72 mil Leigos e Leigas e beneficiam mais de 650 mil crianças, jovens e adultos. Cerca de 7 mil leigos abraçam o carisma de Champagnat de maneira mais radical, com algum vínculo público.

## Presença Marista no Mundo
A presença Marista no mundo está organizada por meio de unidades administrativas, denominadas Províncias e Distritos. Todas elas dispõem de órgãos próprios de animação e governo.
| País                           | Fundação | Partida | Regresso | Partida | Primeira Casa            | Província Atual                                                         |
| ------------------------------ | -------- | ------- | -------- | ------- | ------------------------ | ----------------------------------------------------------------------- |
| Angola                         | 1954     |         |          |         | Lubango                  | Província África Austral                                                |
| Malawi                         | 1946     |         |          |         | Mtendere                 | Província África Austral                                                |
| Moçambique                     | 1948     |         |          |         | Beira                    | Província África Austral                                                |
| Zâmbia                         | 1954     |         |          |         | Chassa                   | Província África Austral                                                |
| Zimbabwe                       | 1939     |         |          |         | Kutama                   | Província África Austral                                                |
| Camarões                       | 1965     |         |          |         | Bamenda                  | Distrito África do Oeste                                                |
| Chade                          | 1993     |         |          |         | Sarh                     | Distrito África do Oeste                                                |
| Costa do Marfim                | 1969     |         |          |         | Dimbokro                 | Distrito África do Oeste                                                |
| Gana                           | 1983     |         |          |         | Amakon                   | Distrito África do Oeste                                                |
| Guiné Equatorial               | 1988     |         |          |         | Malabo                   | Distrito África do Oeste                                                |
| Libéria                        | 1986     | 1994    | 1999     |         | Monróvia                 | Distrito África do Oeste                                                |
| República Democrática do Congo | 1911     |         |          |         | Kisangani (Stanleyville) | Província África Centro-Leste                                           |
| República Centro-Africana      | 1958     |         |          |         | Berbérati                | Província África Centro-Leste                                           |
| Quênia                         | 1984     |         |          |         | Roo                      | Província África Centro-Leste                                           |
| Ruanda                         | 1952     |         |          |         | Save                     | Província África Centro-Leste                                           |
| Tanzânia                       | 1991     |         |          |         | Musonga                  | Província África Centro-Leste                                           |
| Costa Rica                     | 1962     |         |          |         | Santa Clara              | Província América Central                                               |
| El Salvador                    | 1923     |         |          |         | São Miguel               | Província América Central                                               |
| Guatemala                      | 1932     |         |          |         | Cidade da Guatemala      | Província América Central                                               |
| Nicarágua                      | 1970     |         |          |         | Esteli                   | Província América Central                                               |
| Porto Rico                     | 1963     |         |          |         | Bayamón                  | Província América Central                                               |
| Cuba                           | 1903     | 1961    | 2001     |         | Cienfuegos               | Província América Central                                               |
| Nigéria                        | 1948     |         |          |         | Orlu                     | Província Nigeria                                                       |
| Madagáscar                     | 1911     |         |          |         | Betafo                   | Província Madagascar                                                    |
| Camboja                        | 1995     |         |          |         | Phnom Penh               | Província Austrália; Distrito Ásia                                      |
| Timor-Leste                    | 2000     |         |          |         | Baucau                   | Província Austrália                                                     |
| Austrália                      | 1871     |         |          |         | Sydney                   | Província Austrália                                                     |
| Tailândia                      | 1987     | 1992    | 2008     |         | Phanat Nikhom            | Distrito Ásia                                                           |
| Bangladesh                     | 2007     |         |          |         | Giasnogor                | Distrito Ásia                                                           |
| Canadá                         | 1885     |         |          |         | Iberville                | Província Canadá                                                        |
| Brasil                         | 1897     |         |          |         | Congonhas do Campo       | Províncias: Brasil Centro-Norte; Brasil Centro-Sul; Brasil Sul-Amazônia |
| Argentina                      | 1903     |         |          |         | Buenos Aires             | Província Cruz del Sur                                                  |
| Uruguai                        | 1934     |         |          |         | Montevidéu               | Província Cruz del Sur                                                  |
| Paraguai                       | 1968     |         |          |         | Conceptión, Horqueta     | Província Cruz del Sur                                                  |
| México                         | 1899     |         |          |         | Guadalajara              | Províncias: México Central; México Ocidental                            |
| Haiti                          | 1985     |         |          |         | Dame-Marie               | Província México Ocidental                                              |
| Estados Unidos                 | 1886     |         |          |         | Lewiston                 | Província Estados Unidos da América                                     |
| Colômbia                       | 1889     |         |          |         | Papayán                  | Província Norandina                                                     |
| Equador                        | 1957     |         |          |         | Catacocha                | Província Norandina                                                     |
| Venezuela                      | 1925     |         |          |         | Maracaibo                | Província Norandina                                                     |
| Bolívia                        | 1956     |         |          |         | Roboré                   | Província Santa María de los Andes                                      |
| Chile                          | 1911     |         |          |         | St.ª Rosa dos Andes      | Província Santa María de los Andes                                      |
| Peru                           | 1909     |         |          |         | Callao                   | Província Santa María de los Andes                                      |
| Singapura                      | 1949     |         |          |         | Cidade de Singapura      | Província Ásia Leste                                                    |
| Malásia                        | 1950     |         |          |         | IpoIr. /Sam Tet          | Província Ásia Leste                                                    |
| Hong Kong                      | 1949     |         |          |         | Victoria                 | Província Ásia Leste                                                    |
| Coreia do Sul                  | 1971     |         |          |         | Seul                     | Província Ásia Leste                                                    |
| Filipinas                      | 1948     |         |          |         | Cotabato                 | Província Ásia Leste                                                    |
| Japão                          | 1951     |         |          |         | Kobe                     | Província Ásia Leste                                                    |
| Espanha                        | 1886     |         |          |         | Girona                   | Províncias: Compostela; Ibérica; L'Hermitage; Mediterrânea              |
| Honduras                       | 1992     |         |          |         | Comayagua                | Província Compostela                                                    |
| Portugal                       | 1947     |         |          |         | Lisboa                   | Província Compostela                                                    |
| Roménia                        | 1909     | 1916    | 1998     |         | Orsova                   | Província L'Hermitage                                                   |
| Argélia                        | 1891     | 1994    | 2002     |         | Mascara                  | Província L'Hermitage                                                   |
| França                         | 1817     |         |          |         | La Valla                 | Província L'Hermitage                                                   |
| Grécia                         | 1907     |         |          |         | Atenas                   | Província L'Hermitage                                                   |
| Hungria                        | 1909     | 1950    | 1990     |         | Orsova                   | Província L'Hermitage                                                   |
| Suíça                          | 1893     |         |          |         | St. Gingolph             | Província L'Hermitage                                                   |
| Itália                         | 1886     |         |          |         | Roma                     | Província Mediterrânea                                                  |
| Líbano                         | 1868     | 1875    | 1895     |         | Ghazir                   | Província Mediterrânea                                                  |
| Síria                          | 1904     |         |          |         | Alepo                    | Província Mediterrânea                                                  |
| Índia                          | 1974     |         |          |         | Trichy                   | Província Ásia Sul                                                      |
| Paquistão                      | 1966     |         |          |         | Peshawar                 | Província Ásia Sul                                                      |
| Sri Lanka                      | 1911     |         |          |         | Batticaloa               | Província Ásia Sul                                                      |
| Fiji                           | 1888     |         |          |         | Suva                     | Distrito Pacífico                                                       |
| Kiribati                       | 1974     |         |          |         | Bairiki                  | Distrito Pacífico                                                       |
| Nova Zelândia                  | 1876     |         |          |         | Wellington               | Distrito Pacífico                                                       |
| Samoa                          | 1888     |         |          |         | Apia                     | Distrito Pacífico                                                       |
| Samoa Americana                | 1915     |         |          |         | Pago Pago                | Distrito Pacífico                                                       |
| Nova Caledônia                 | 1873     |         |          |         | Nouméa                   | Distrito Melanesia                                                      |
| Papua-Nova Guiné               | 1947     |         |          |         | Kieta                    | Distrito Melanesia                                                      |
| Ilhas Salomão                  | 1936     |         |          |         | Marau                    | Distrito Melanesia                                                      |
| Vanuatu                        | 1905     | 1912    | 1991     |         | Lalolima                 | Distrito Melanesia                                                      |
| Bélgica                        | 1856     |         |          |         | Fleurus                  | Província Europa Centro-Oeste                                           |
| Alemanha                       | 1914     |         |          |         | Recklinghausen           | Província Europa Centro-Oeste                                           |
| Irlanda                        | 1862     |         |          |         | Sligo                    | Província Europa Centro-Oeste                                           |
| Países Baixos                  | 1937     |         |          |         | Almelo                   | Província Europa Centro-Oeste                                           |
| Reino Unido                    | 1852     |         |          |         | Londres                  | Província Europa Centro-Oeste                                           |
| África do Sul                  | 1867     |         |          |         | Cidade do Cabo           | Província África Austral                                                |
| Seicheles                      | 1884     | 1946    |          |         | Mahé                     | Sem presença Marista atualmente                                         |
| Dinamarca                      | 1888     | 1945    |          |         | Copenhague               | Sem presença Marista atualmente                                         |
| China                          | 1891     | ???     |          |         | Pequim                   | Sem presença Marista atualmente                                         |
| Iêmen (Aden)                   | 1892     | 1948    |          |         | Aden                     | Sem presença Marista atualmente                                         |
| Turquia                        | 1892     | 1934    |          |         | Istambul                 | Sem presença Marista atualmente                                         |
| Egito                          | 1898     | 1919    | 1937     | 1946    | Alexandria               | Sem presença Marista atualmente                                         |
| Iraque (Mesopotâmia)           | 1902     | 1914    |          |         | Bagdá                    | Sem presença Marista atualmente                                         |
| Israel                         | 1904     | 1914    |          |         | Jerusalém                | Sem presença Marista atualmente                                         |
| Bulgária                       | 1905     | 1936    |          |         | Roustchouk               | Sem presença Marista atualmente                                         |
| Iugoslávia                     | 1905     | 1940    |          |         | Monastir                 | Sem presença Marista atualmente                                         |
| Lesoto                         | 1908     | 1937    |          |         | Roma                     | Sem presença Marista atualmente                                         |
| Marrocos                       | 1915     | 1975    |          |         | Larache                  | Sem presença Marista atualmente                                         |
| Mónaco                         | 1922     | 1924    |          |         | Mônaco-Ville             | Sem presença Marista atualmente                                         |
| Marrocos (Tânger)              | 1928     | 1929    |          |         | Tánger                   | Sem presença Marista atualmente                                         |
| Áustria                        | 1934     | 1936    |          |         | Salzburgo                | Sem presença Marista atualmente                                         |
| Liechtenstein                  | 1937     | 1991    |          |         | Vaduz                    | Sem presença Marista atualmente                                         |
| Polónia                        | 1937     | 1940    |          |         | Poznań                   | Sem presença Marista atualmente                                         |
| Macau                          | 1949     | 1953    |          |         | Macau                    | Sem presença Marista atualmente                                         |
| Indonésia                      | 1950     | 1959    |          |         | Medan                    | Sem presença Marista atualmente                                         |
| República do Congo             | 1958     | 1966    |          |         | Makoua                   | Sem presença Marista atualmente                                         |
| Taiwan                         | 1963     | 1995    |          |         | Kaohsiung                | Sem presença Marista atualmente                                         |
| Panamá                         | 1968     | 1996    |          |         | Davi                     | Sem presença Marista atualmente                                         |
| Guam                           | 1974     | 1986    |          |         | Hagåtña                  | Sem presença Marista atualmente                                         |
| República Dominicana           | 1978     | 1981    |          |         | Santo Domingo            | Sem presença Marista atualmente                                         |
| Tonga                          | 1978     | 2005    |          |         | Há'Apai                  | Sem presença Marista atualmente                                         |

## Capítulos Gerais
|       | Ano(s)           | Número de Sessões | País     | Cidade            | Local                | Número de Participantes | Superior Geral Eleito |
| ----- | ---------------- | ----------------- | -------- | ----------------- | -------------------- | ----------------------- | --------------------- |
| I     | 1839             | 1                 | França   | Saint-Chamond     | N.D.L'Hermitage      | 92                      | Francisco             |
| II    | 1852, 1853, 1854 | 3                 | França   | Saint-Chamond     | N.D.L'Hermitage      | 33                      | Francisco             |
| III   | 1860             | 1                 | França   | Saint-Genis-Laval | Saint-Genis-Laval    | 36                      | Luis Maria            |
| IV    | 1862, 1863       | 2                 | França   | Saint-Genis-Laval | Saint-Genis-Laval    | 40                      | Luis Maria            |
| V     | 1867             | 1                 | França   | Saint-Genis-Laval | Saint-Genis-Laval    | 39                      | Luis Maria            |
| VI    | 1873             | 1                 | França   | Saint-Genis-Laval | Saint-Genis-Laval    | 40                      | Luis Maria            |
| VII   | 1880             | 1                 | França   | Saint-Genis-Laval | Saint-Genis-Laval    | 47                      | Nestor                |
| VIII  | 1883             | 1                 | França   | Saint-Genis-Laval | Saint-Genis-Laval    | 45                      | Théophane             |
| IX    | 1903             | 1                 | França   | Saint-Genis-Laval | Saint-Genis-Laval    | 51                      | Théophane             |
| X     | 1907             | 1                 | Itália   | Grugliasco        | Grugliasco           | 52                      | Stratonique           |
| XI    | 1920             | 1                 | Itália   | Grugliasco        | Grugliasco           | 61                      | Diógenes              |
| XII   | 1932             | 1                 | Itália   | Grugliasco        | Grugliasco           | 74                      | Diógenes              |
| XIII  | 1946             | 1                 | Itália   | Grugliasco        | Grugliasco           | 99                      | Léonidas              |
| XIV   | 1958             | 1                 | Itália   | Roma              | Casa Geral           | 109                     | Charles Rafael        |
| XV    | 1967, 1968       | 2                 | Itália   | Roma              | Casa Geral           | 155                     | Basilio Rueda         |
| XVI   | 1976             | 1                 | Itália   | Roma              | Casa Geral           | 155                     | Basilio Rueda         |
| XVII  | 1985             | 1                 | Itália   | Roma              | Casa Geral           | 132                     | Charles Howard        |
| XVIII | 1993             | 1                 | Itália   | Roma              | Casa Geral           | 126                     | Benito Arbués         |
| XIX   | 2001             | 1                 | Itália   | Roma              | Casa Geral           | 117                     | Sean Sammon           |
| XXI   | 2009             | 1                 | Itália   | Roma              | Casa Geral           | 83                      | Emili Turu            |
| XXII  | 2017             | 1                 | Colômbia | Rionegro          | Casa dos Lassalistas | 79                      | Ernesto Sanchez       |

## Superiores Gerais
|    | Nome                     | Nome de Nascimento              | Período de Governo | País de Origem |
| -- | ------------------------ | ------------------------------- | ------------------ | -------------- |
|    | São Marcelino Champagnat | Marcelino José Bento Champagnat | 1817-1839          | França         |
| 1  | Francisco                | Gabriel Rivat                   | 1839-1860          | França         |
| 2  | Luis María               | Pierre-Alexis Labrosse          | 1860-1879          | França         |
| 3  | Néstor                   | Jean-Baptiste Granier           | 1880-1883          | França         |
| 4  | Théophane                | Louis-Adrien Durand             | 1883-1907          | França         |
| 5  | Stratonique              | Antoine Usclard                 | 1907-1920          | França         |
| 6  | Diógenes                 | Henri Bacuwe                    | 1920-1942          | França         |
|    | Michaelis                | Auguste T. Ménégaud             | 1942-1945          | França         |
|    | Marie-Odulphe            | Jean–Baptiste Villez            | 1945-1946          | França         |
| 7  | Léonidas                 | François-Joseph Garrigue        | 1946-1958          | França         |
| 8  | Charles-Raphaël          | Jean-Nicolas Ergen              | 1958-1967          | Bélgica        |
| 9  | Basilio Rueda            | Diego Basilio Rueda Guzmán      | 1967-1985          | México         |
| 10 | Charles Howard           | Charles Howard                  | 1985-1993          | Austrália      |
| 11 | Benito Arbués            | Benito Arbués Rubiol            | 1993-2001          | Espanha        |
| 12 | Seán Sammon              | Seán Dominic Sammon             | 2001-2009          | Estados Unidos |
| 13 | Emili Turú               | Emili Turú Rofes                | 2009-2017          | Espanha        |
| 14 | Ernesto Sanchez          | Ernesto Sanchez Barba           | 2017-              | México         |

## Presença Marista no Brasil

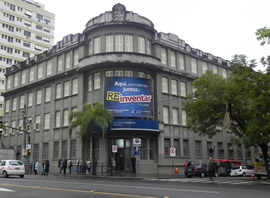
Fachada do Colégio Marista Rosário de Porto Alegre

Chegaram ao Brasil em 15 de outubro de 1897, na cidade de Congonhas do Campo, em Minas Gerais.
Devido ao número muito grande de obras educacionais no Brasil, os Irmãos Maristas estão divididos em três unidades administrativas chamadas províncias:
- Província Marista Brasil Centro-Norte;
- Província Marista Brasil Centro-Sul (Grupo Marista);
- Província Marista Brasil Sul-Amazônia (Rede Marista RS | DF).

Por ser considerada uma área neutra, o Distrito Federal reúne obras das três províncias e também é sede da União Marista do Brasil (UMBRASIL), associação que empreende ações e projetos comuns que possibilitam iniciativas e resultados compartilhados.
A essência da atuação marista está na assistência, educação e evangelização de crianças e jovens, em especial os mais carentes. Atualmente, no Brasil, são mais de 32 mil irmãos, leigos e leigas, e colaboradores que beneficiam mais de 170 mil pessoas em colégios, unidades sociais e universidades, além de mais de 1,2 milhão de atendidos em hospitais e clínicas.